# Houston Stewart Chamberlain

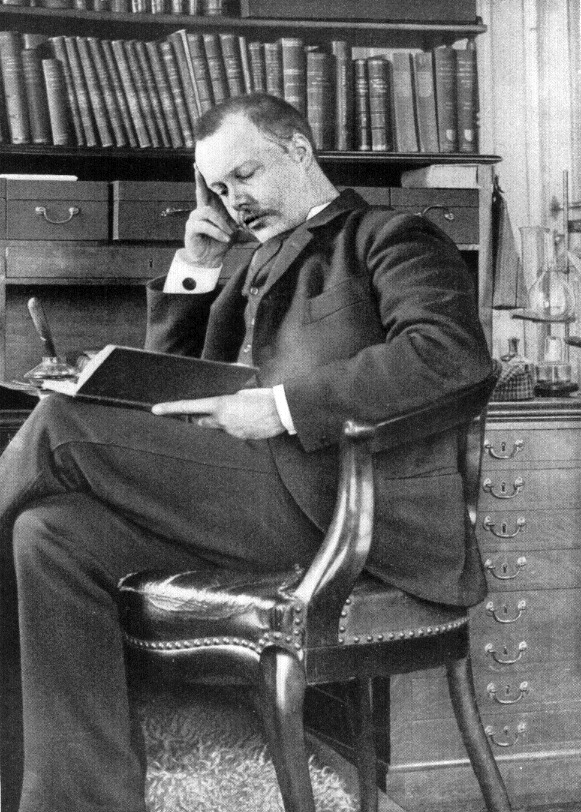
Houston Stewart Chamberlain

Houston Stewart Chamberlain (ur. 9 września 1855 w Southsea koło Portsmouth, zm. 9 stycznia 1927 w Bayreuth), uczony i filozof niemiecki pochodzenia brytyjskiego, syn brytyjskiego admirała, zięć Richarda Wagnera.

## Życie
Był synem brytyjskiego admirała Williama Charlesa Chamberlaina. Wychowywała go babka, matka zmarła gdy miał 1 rok. Dzieciństwo spędził we Francji, chodził do szkoły w Wersalu. Następnie został posłany do szkoły oficerskiej Cheltenham College. W młodości interesował się sztuką, przyrodą i rozważaniami o sensie życia. Miał delikatną konstrukcję fizyczną, w dzieciństwie przebywał wielokrotnie w uzdrowiskach i spa. Towarzyszył mu prywatny nauczyciel Otto Kuntze, który wprowadził go w świat niemieckiej kultury i historii.
W Genewie studiował botanikę, geologię, astronomię i fizjologię, poznał tam również wielu znanych uczonych, m.in. geologa Karla Vogta i botanika Johannesa Müllera Argoviensisa.
Następnie przeniósł się do Drezna, gdzie rozwinął zainteresowanie i uwielbienie dla muzyki i filozofii Wagnera. Zgłębiał także dzieła Friedricha Nietzsche.
W 1889 r. przeniósł się do Austrii. W tym czasie utwierdził już swe poglądy na temat ras ludzkich oraz koncepcję supremacji teutońskiej, zawarte w dziełach Wagnera i Arthura de Gobineau. Od 1882 r. bywał na Festiwalu w Bayreuth, korespondował wówczas z żoną Wagnera, Cosimą. W 1908 r. ożenił się z Evą Wagner, córką kompozytora. Stał się również członkiem Bayreuther Kreis, grupy niemieckich intelektualistów o poglądach narodowych.
W trakcie I wojny światowej popierał stronę niemiecką, wypowiadał się też krytycznie wobec angielskiego kapitalizmu. W 1916 r. przyjął obywatelstwo niemieckie i w tymże roku otrzymał Krzyż Żelazny od Cesarza Niemiec za zasługi w głoszeniu niemieckiej supremacji.
Po wojnie jego zdrowie pogorszyło się znacznie, doznał częściowego paraliżu. Mieszkał w Bayreuth do śmierci w 1927 r.
7 października w 1923 wyraził w liście swój podziw dla osoby Hitlera.

## Poglądy rasowe
W swojej filozofii głosił poglądy rasistowskie, czerpiąc z prac de Gobineau. Uznawał nierówności ras ludzkich, termin rasa miał jednakże dla niego znaczenie bardziej kulturowe niż biologiczne. W wyniku tego podzielił cywilizację na cztery formacje:
- Greków – od nich wywodziła się poezja, sztuka i filozofia;
- Rzymian – byli prekursorami w prawie, organizacji państwa, idei obywatelskiej, ładzie społecznym oraz nadrzędności świętości rodziny i własności;
- Żydów – zwani rasą judajską stworzyli judaizm (z którego pośrednio wywodzi się chrześcijaństwo) zdolni, lecz – w opinii Chamberlaina – działający destrukcyjnie;
- Teutonów – do których zaliczał Germanów, Celtów oraz Słowian zachodnich.

Za najlepszą z ras uważał rasę teutońską, miała ona być zbiorowiskiem najbardziej wartościowych rasowo elementów i kontynuatorką tradycji starożytnych Grecji i Rzymu. Głosił potrzebę zachowania jej czystości, a mieszanie się z przedstawicielami uważał za destrukcyjne, bo osłabiające ducha i strukturę somatyczną rasy wartościowszej. Głosił zdecydowany antysemityzm – wierzył w walkę rasy teutońskiej z żydowską, która miała być największym wrogiem tej pierwszej. Jego poglądy miały wpływ na rodzący się nazizm (którego był admiratorem w latach 20. XX wieku). Twierdził bowiem, że najczystsza tkanka rasy teutońskiej znajdowała się w Niemczech. Miałaby ona nadawać ton rozwojowi kultury europejskiej, co usprawiedliwiać miało doktrynę podboju innych ras przez Germanów.

## Dzieła
- (1899) – Zasady XIX wieku.

## Literatura
- Sylwestrzak Andrzej, Historia doktryn politycznych i prawnych, Wydawnictwo Prawnicze LexisNexis, Warszawa 2002, ISBN 83-7334-008-4.